# Langqi Dao
Langqi Dao (kinesiska: 琅岐岛) är en ö i Kina. Den ligger i provinsen Fujian, i den sydöstra delen av landet, omkring 29 kilometer öster om provinshuvudstaden Fuzhou. Arean är 59 kvadratkilometer. Den sträcker sig 8,2 kilometer i nord-sydlig riktning, och 11,3 kilometer i öst-västlig riktning.